# 白根竹介

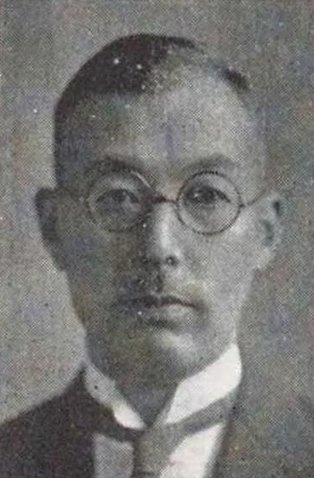
白根竹介

白根 竹介（しらね たけすけ、1883年（明治16年）5月25日 - 1957年（昭和32年）3月5日）は、日本の内務官僚、政治家。貴族院議員。

## 来歴・人物
山口県出身。1908年、東京帝国大学法科大学政治学科卒業後、高等文官試験行政科に合格。内務省に入省。静岡県属。官選の岐阜県知事、石川県知事、富山県知事、埼玉県知事、静岡県知事、広島県知事、兵庫県知事などを歴任。兵庫県知事時代には勅命を奉じゴーストップ事件の仲裁に入った。
1935年に岡田内閣の内閣書記官長に就任。1936年（昭和11年）9月2日、貴族院勅選議員に任じられ、研究会に所属して1947年（昭和22年）5月2日の貴族院廃止まで在任した。1947年から1949年まで千葉工業大学理事を務めた。
1957年3月5日死去。享年73。

## 栄典
- 1921年（大正10年）7月1日 - 第一回国勢調査記念章[4]

## 親族
父は南埼玉郡長白根勝次郎。妻・末資枝は小田伴輔の長女。子の白根斐夫は海軍のエース・パイロット（9機）。男爵・白根松介は従兄弟。祖父は埼玉県令を務めた白根多助。叔父に官選知事を務めた白根専一と河野忠三がいる。もう一人の息子・白根勝臣の妻はマルハニチロ創業者中部幾次郎の孫娘（マルハ2代目社長・中部兼市の娘で、3代目社長・中部謙吉の姪）。長姉の夫に荒川義太郎。次姉の夫に下岡忠治。